# Chrotomys sibuyanensis
Chrotomys sibuyanensis is een knaagdier uit Sibuyan in de Filipijnen dat in 2005 is beschreven. De typelocatie is de noordwestkant van de berg Mount Guiting-Guiting (1 325 m, 12°26'N, 122°33'O), ten zuidoosten van Magdiwang in de provincie Romblon. Er is slechts één exemplaar bekend.
C. sibuyanensis verschilt van andere Chrotomys-soorten doordat hij relatief korte staart en achtervoeten en een kleine schedel heeft (alleen die van C. silaceus is kleiner). Hij verschilt ook nog van C. silaceus doordat hij een opvallende rugstreep heeft, in kleur verschilt en grotere kiezen heeft. Het enige bekende exemplaar weegt zo'n 104 gram en heeft een kop-romplengte van 160 mm en een staartlengte van 82 mm. De achtervoet is 34 mm lang en het oor 19 mm. De vacht is 13 mm lang en er zitten 22 ringen in de staart.
Volgens genetische (cytochroom b) gegevens is C. sibuyanensis het nauwste verwant aan de groep van C. mindorensis, C. gonzalesi en C. whiteheadi. Volgens morfologiche analyses is hij echter nauwer verwant aan C. silaceus.